# Метальник
Метальник, метельник — учётная должность в Древней Руси. Дружинник, упоминается в Русской Правде, как товарищ вирника — собирателя виры. Название должности происходит, вероятно, от слов мета, метка, которые ставили метки на бирках: количество и реквизиты переданного товара или сумму денег.
С введением письменного делопроизводства метальники были заменены дьяками.